# Sue Harukata
Sue Harukata (陶 晴賢?; 1521 – 16 ottobre 1555) è stato un samurai giapponese del periodo Sengoku, servitore del clan Ōuchi.

## Biografia
Harukata fu secondo figlio di Sue Okifusa, un anziano servitore del clan Ōuchi. Il suo nome d'infanzia fu Goro. Prima di Harukata ebbe il nome di Takafusa (隆房?). È erroneamente conosciuto come Harutaka.
Harukata nacque dal clan Sue, che era imparentato con il clan Ōuchi, e servì come shugodai della provincia di Suō. Da ragazzo servì Ōuchi Yoshitaka, col quale era amico d'infanzia. Dopo il genpuku (cerimonia di raggiungimento della maggiore età), gli fu dato il nome Takafusa da Ōuchi Yoshitaka. Nel 1539, dopo che suo padre Okifusa morì di malattia, divenne il capo del clan Sue. Essendo un abile servitore, divenne generale delle province occidentali (Saigoku-musō no Samuraidaishō) degli Ōuchi.

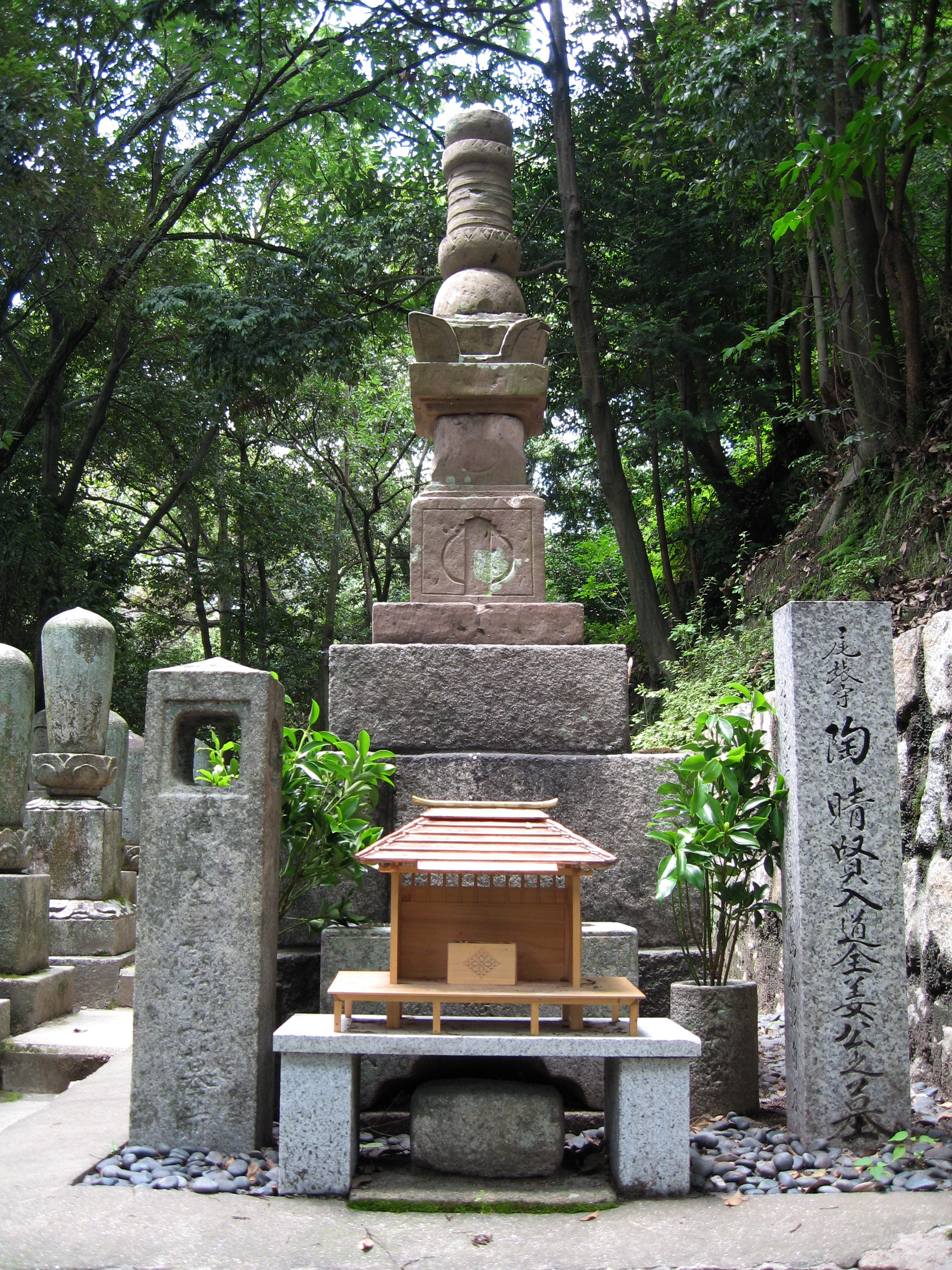
Tomba di Sue Harukata, nei pressi di Hatsukaichi.

Dal 1540 al 1542 divenne generale in carica, sostituendo Ōuchi Yoshitaka, nella guerra con il clan Amago. Yoshitaka lo nominò daimyō di Yamaguchi. Tuttavia, quando le truppe Ōuchi persero molto terreno nel 1542, l'interesse di Yoshitaka per la guerra svanì, e iniziò ad inclinarsi alle attività culturali. A causa di ciò, il funzionario civile Sagara Taketō si avvicinò a Yoshitaka e la relazione di Harukata con Yoshitaka iniziò a deteriorarsi. Nel 1550 Harukata tornò nelle sue terre; raccolse le sue truppe nei castelli di Tomita e Wakayama e si preparò alla ribellione. L'anno successivo attaccò Yoshitaka a Yamaguchi e quest'ultimo fuggì a Fukawa (Nagato) dove fu presto assediato; Yoshitaka, non avendo possibilità di fuga, commise seppuku. Durante la ribellione anche Sagara Taketō venne messo sotto assedio al suo castello di Hanao e ucciso. Questi eventi che portarono alla morte di Yoshitaka sono noti come incidente Tainei-ji.
L'anno successivo Harukata si assicurò il controllo del clan Ōuchi facendo diventare il figlio adottivo di Yoshitaka, Ōuchi Yoshinaga (che era Ōtomo Haruhide, il fratellastro di Ōtomo Sōrin), il capo del clan. A quel tempo cambiò il suo nome da Takafusa a Harukata, mentre il suo padrone passava da Yoshitaka a Haruhide. Successivamente condusse una grande espansione militare, ma questo portò al malcontento tra i servitori del clan Ōuchi. Nel 1554 Yoshimi Masayori della provincia di Iwami, cognato di Yoshitaka, e Mōri Motonari della provincia di Aki si ribellarono contro Harukata.
Nella battaglia di Oshikibata, il servitore di Harukata, Miyagawa Fusanaga, fu sconfitto da Mōri Motonari. Nel 1555 Harukata perse la cruciale battaglia di Miyajima contro Motonari e si suicidò. Nella stessa battaglia morì anche il figlio Nagafusa. Dopo la morte di Harukata il potere della famiglia Ōuchi diminuì considerevolmente e, due anni dopo, Mōri Motonari pose fine definitivamente al clan.